# Chablis
Chablis /ʃaˈbli/ (in latino Cabliacum) è un comune francese di 2 479 abitanti situato nel dipartimento della Yonne nella regione della Borgogna-Franca Contea.
Vi si produce lo Chablis.

## Società

### Evoluzione demografica
Abitanti censiti

## Amministrazione

### Gemellaggi
- Oberwesel
- Ferrières